# Cràssula
Cràssula (Crassula) és un gran gènere de plantes suculentes de la família de les Crassulàcies (Crassulaceae), que consta d'unes 210 espècies acceptades.

## Descripció
Són plantes suculentes, de fulla caduca o perenne, perennes o anuals; les fulles són oposades; les flors tenen (2-) 4 o 5 (-12) parts amb una sola fila d'estams; els pètals poden ser lliures o units. S'hi ha inclòs el gènere Tillaea.
Les formes de creixement varien enormement, amb algunes espècies que aconsegueixen dimensions similars als arbres, mentre que altres espècies són enfiladisses miniatura arrapades a terra, o fins i tot hidròfits perennes. Crassula mostra una desconcertant varietat de morfologies florals i colors florals. La majoria de les espècies tenen flors petites, de color força apagat, que sovint es disposen en inflorescències denses i en forma de cap, però algunes altres tenen flors grans, de colors vius, laxes, gairebé semblants a l'àloe, amb Crassula coccinea com a exemple.
Les cràssules es propaguen normalment per esqueixos de tija o de fulla. La majoria de les plantes de jardineria toleren lleugeres glaçades, però tant el fred extrem com la calor excessiva les pot defoliar i matar.

## Distribució
El gènere Crassula es troba de manera natural a Europa, Amèrica, Austràlia, Nova Zelanda i algunes illes del sud, però amb la major diversitat d'espècies al sud d'Àfrica.

## Taxonomia
Crassula L. va ser descrita per Carl Linnaeus i publicada a Species Plantarum 1: 282. 1753.
Etimologia
Crassula: nom genèric que prové del llatí crassus, que significa 'gruixut', en referència a les fulles suculentes del gènere.

## Espècies autòctones dels Països Catalans[5]
- Crassula campestris
- Crassula tillaea
- Crassula vaillantii

## Algunes altres espècies
- Crassula alba
- Crassula alpestris
- Crassula aquatica
- Crassula arborescens
- Crassula ausensis
  - Crassula ausensis ssp. titanopsis
- Crassula bakeri
- Crassula barklyi
- Crassula capitella
  - Crassula capitella ssp. thyrsiflora
- Crassula clavata
- Crassula coccinea
- Crassula columella
- Crassula columnaris
- Crassula colorata
- Crassula connata
- Crassula corallina
- Crassula cornuta
- Crassula cultrata
- Crassula decidua
- Crassula decumbens
- Crassula dejecta
- Crassula deltoidea
- Crassula drummondii
- Crassula dubia
- Crassula elegans
- Crassula erosula
- Crassula exilis
  - Crassula exilis ssp. sedifolia
- Crassula falcata
- Crassula garibina
- Crassula gillii
- Crassula globularioides
- Crassula helmsii
- Crassula herrei
- Crassula hirtipes
- Crassula humbertii
- Crassula hystrix
- Crassula lactea
- Crassula longipes
- Crassula marchandii
- Crassula marnierana
- Crassula mesembryanthemoides
- Crassula mesembryanthemopsis
- Crassula milfordiae
- Crassula moschata
- Crassula multicava
- Crassula muscosa
- Crassula namaquensis
  - Crassula namaquensis ssp. comptonii
- Crassula nealeana
- Crassula nudicaulis
  - Crassula nudicaulis var. herrei
  - Crassula nudicaulis var. platyphylla
- Crassula obovata
  - Crassula obovata var. dregeana
- Crassula orbicularis
- Crassula ovata
  - Crassula ovata var. cristata
- Crassula parvisepala
- Crassula pedicellosa
- Crassula pellucida
  - Crassula pellucida var. marginalis
- Crassula perfoliata
- Crassula perforata
- Crassula plegmatoides
- Crassula pruinosa
- Crassula pubescens
  - Crassula pubescens ssp. radicans
  - Crassula pubescens ssp. rattrayi
- Crassula pyramidalis
- Crassula radicans
- Crassula rogersii
- Crassula rupestris
  - Crassula rupestris ssp. commutata
  - Crassula rupestris ssp. marnierana
- Crassula saginoides
- Crassula sarcocaulis
- Crassula sarmentosa
- Crassula schmidtii
- Crassula sericea
  - Crassula (sericea var. ) hottentotta
- Crassula sieberiana
- Crassula socialis
- Crassula solierii
- Crassula streyi
- Crassula susannae
- Crassula tecta
- Crassula tetragona
- Crassula viridis
- Crassula volkensii

## Cultivarsnotables
- Crassula 'Buddha's Temple'
- Crassula 'Coralita'
- Crassula 'Dorothy'
- Crassula 'Fallwood'
- Crassula 'Ivory Pagoda'
- Crassula 'Justus Corderoy'
- Crassula 'Morgan's Beauty'
- Crassula 'Tom Thumb'

## Galeria d'imatges

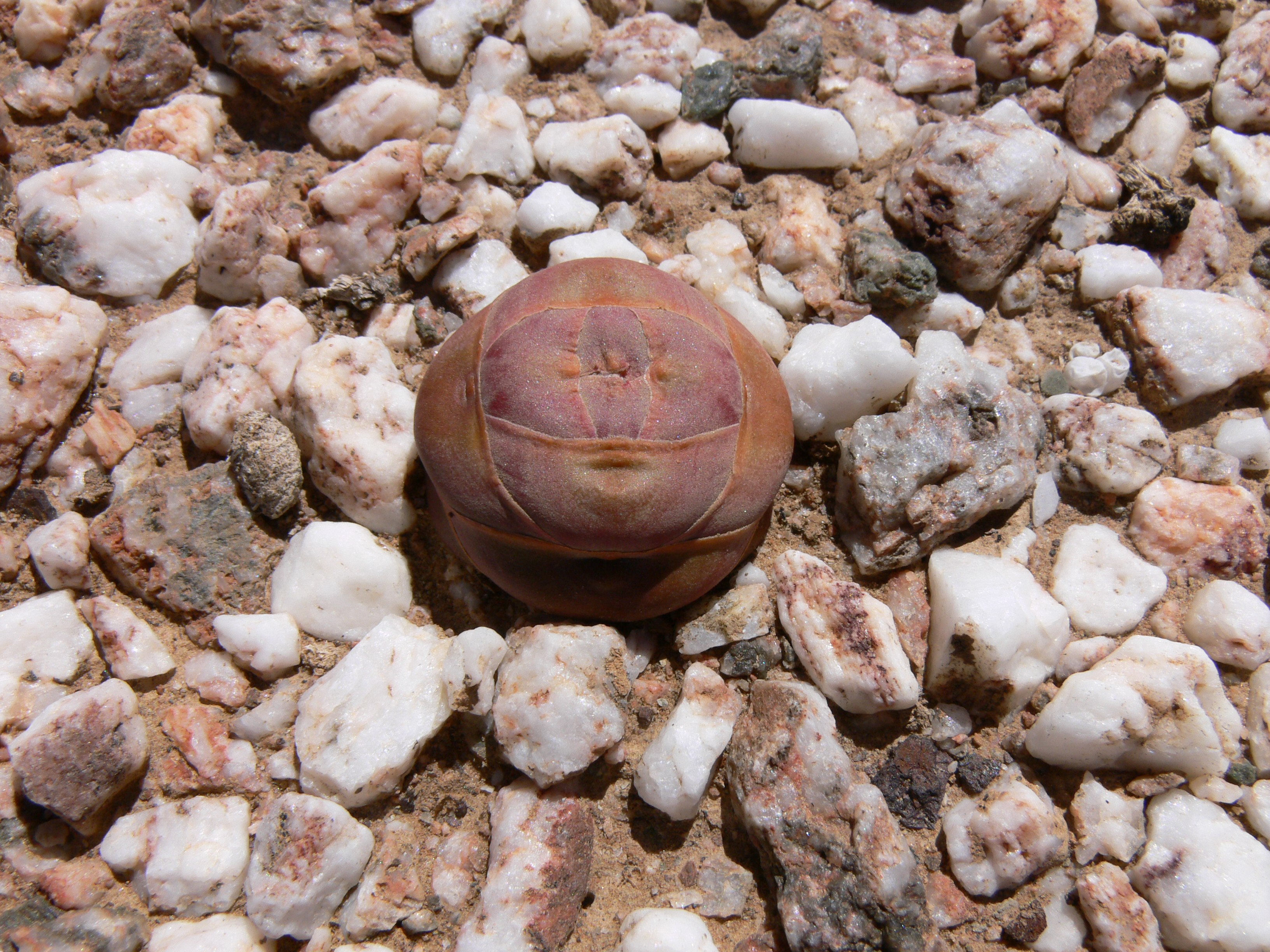
Crassula columnaris
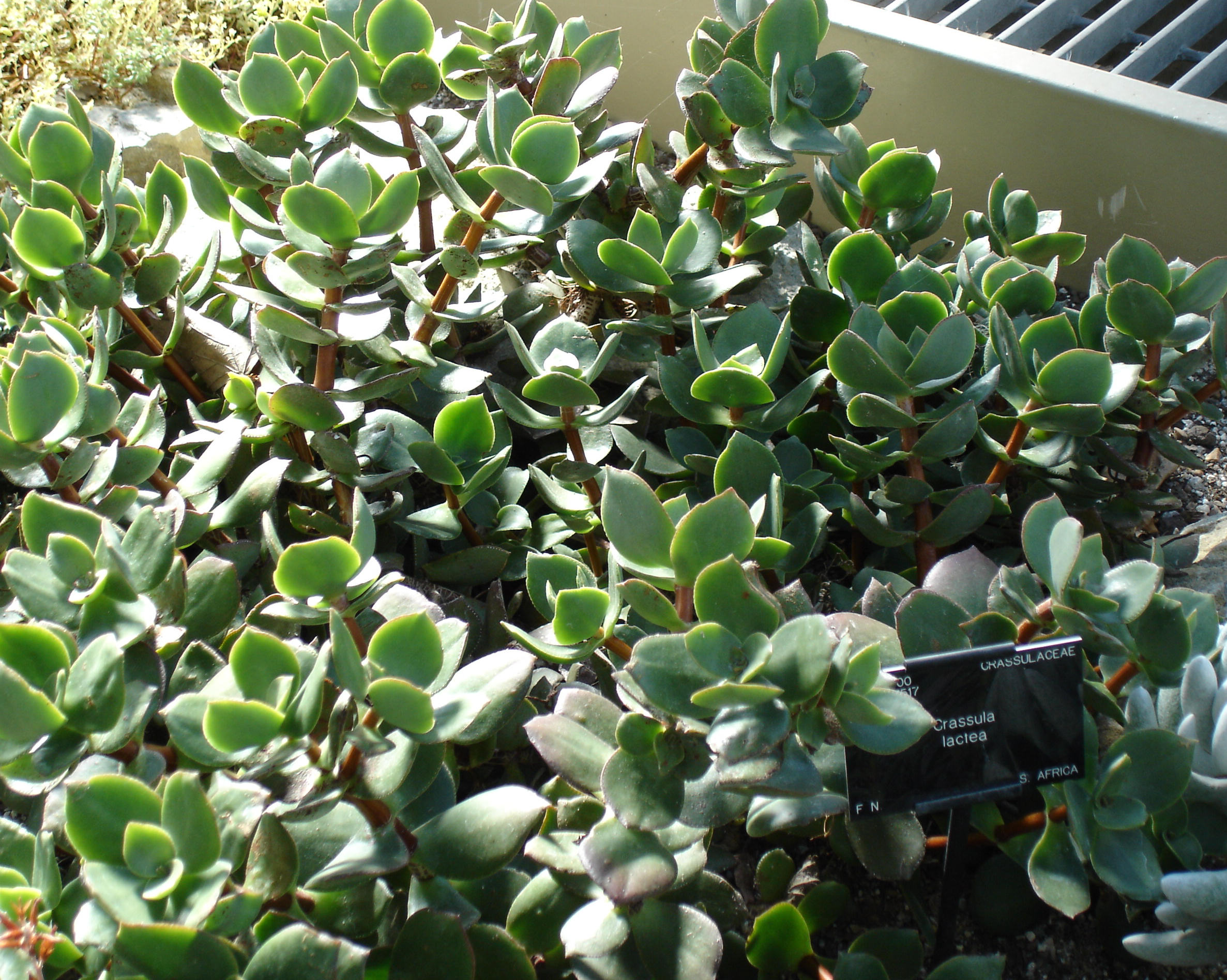
Crassula lactea
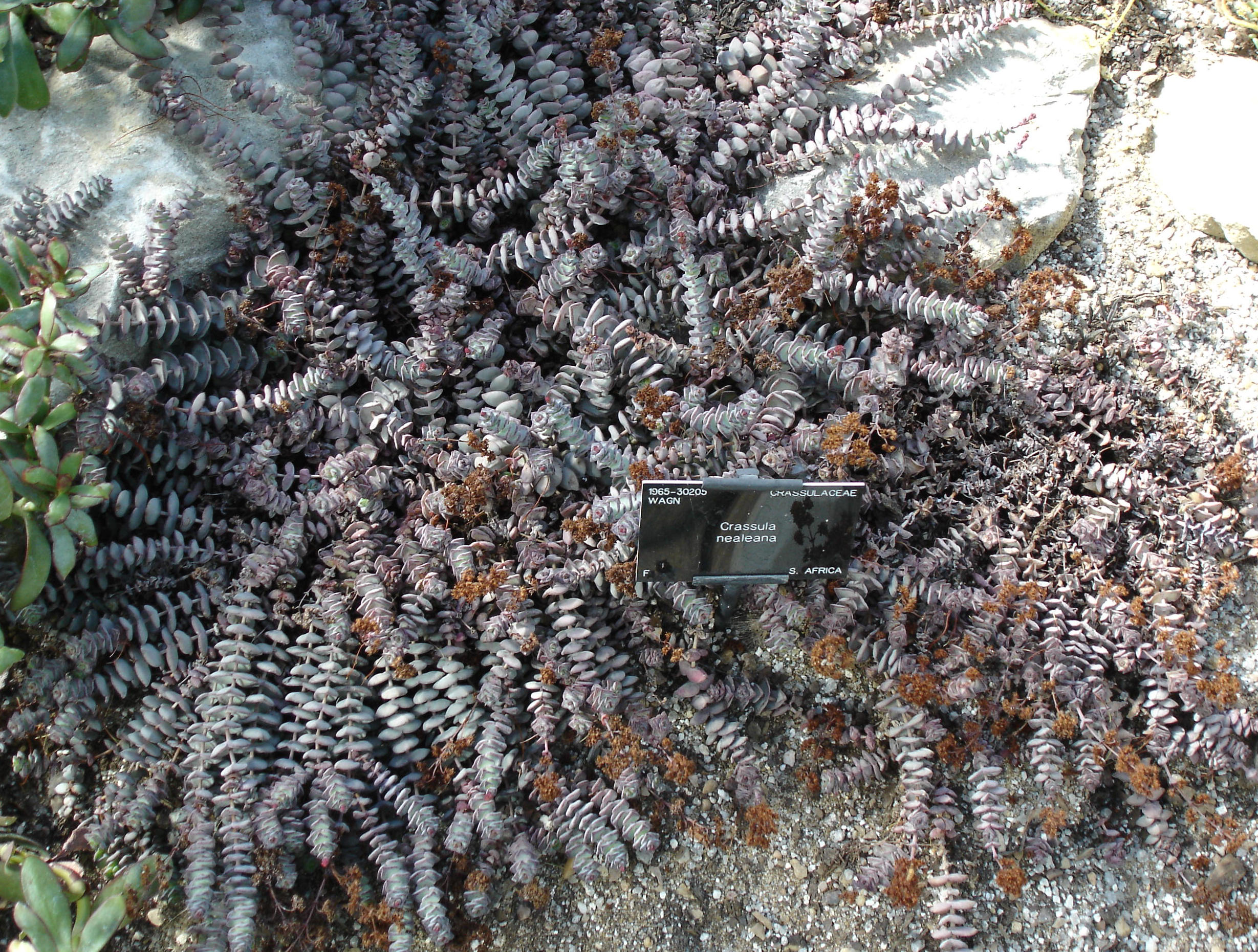
Crassula nealeana
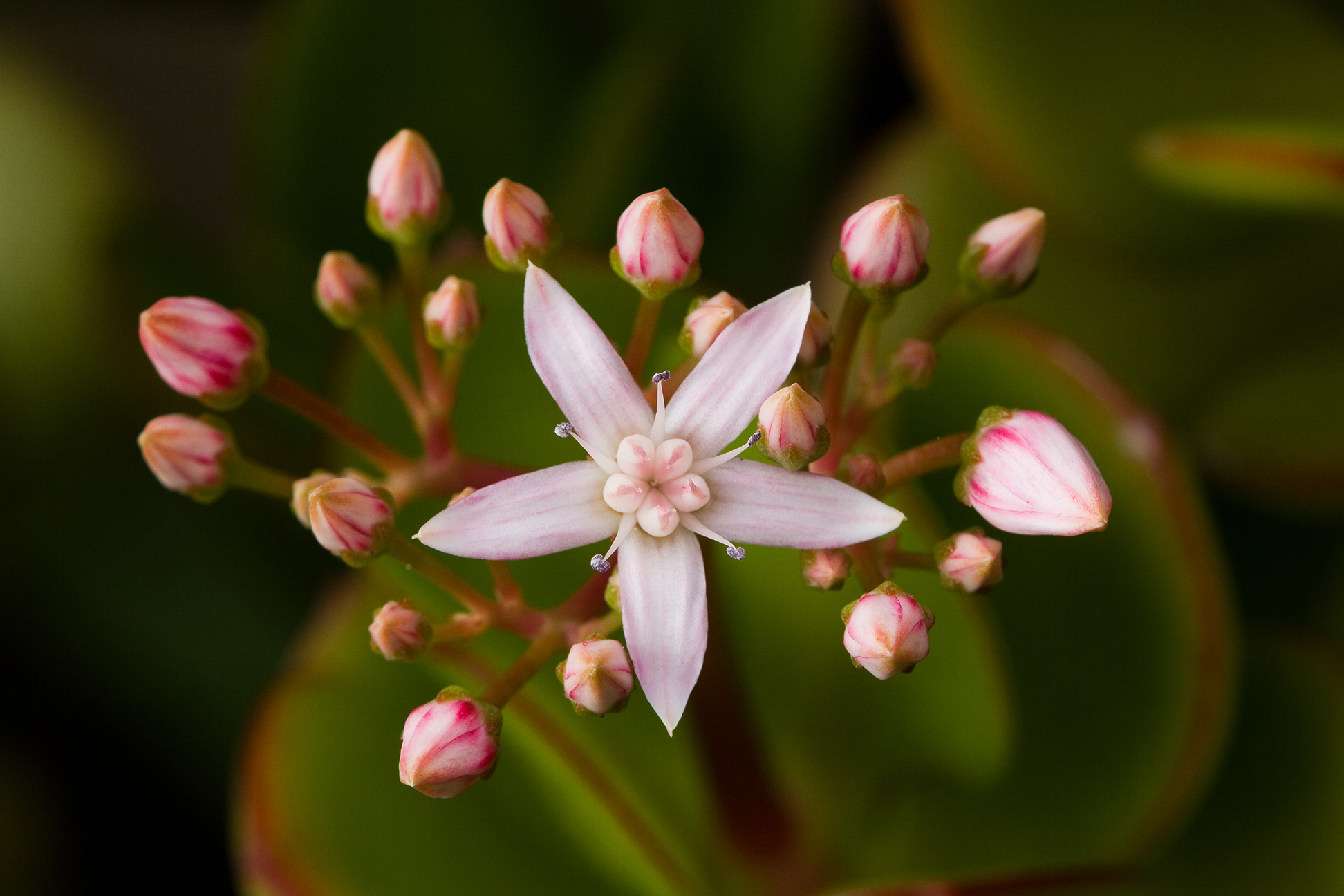
Crassula ovata
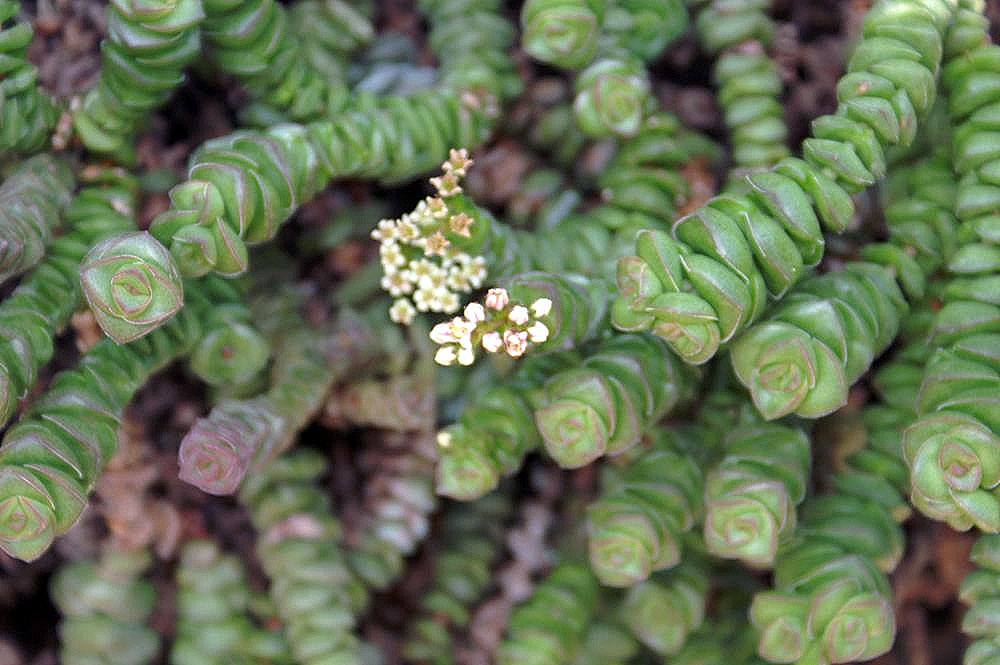
Crassula rupestris subsp. marnieriana
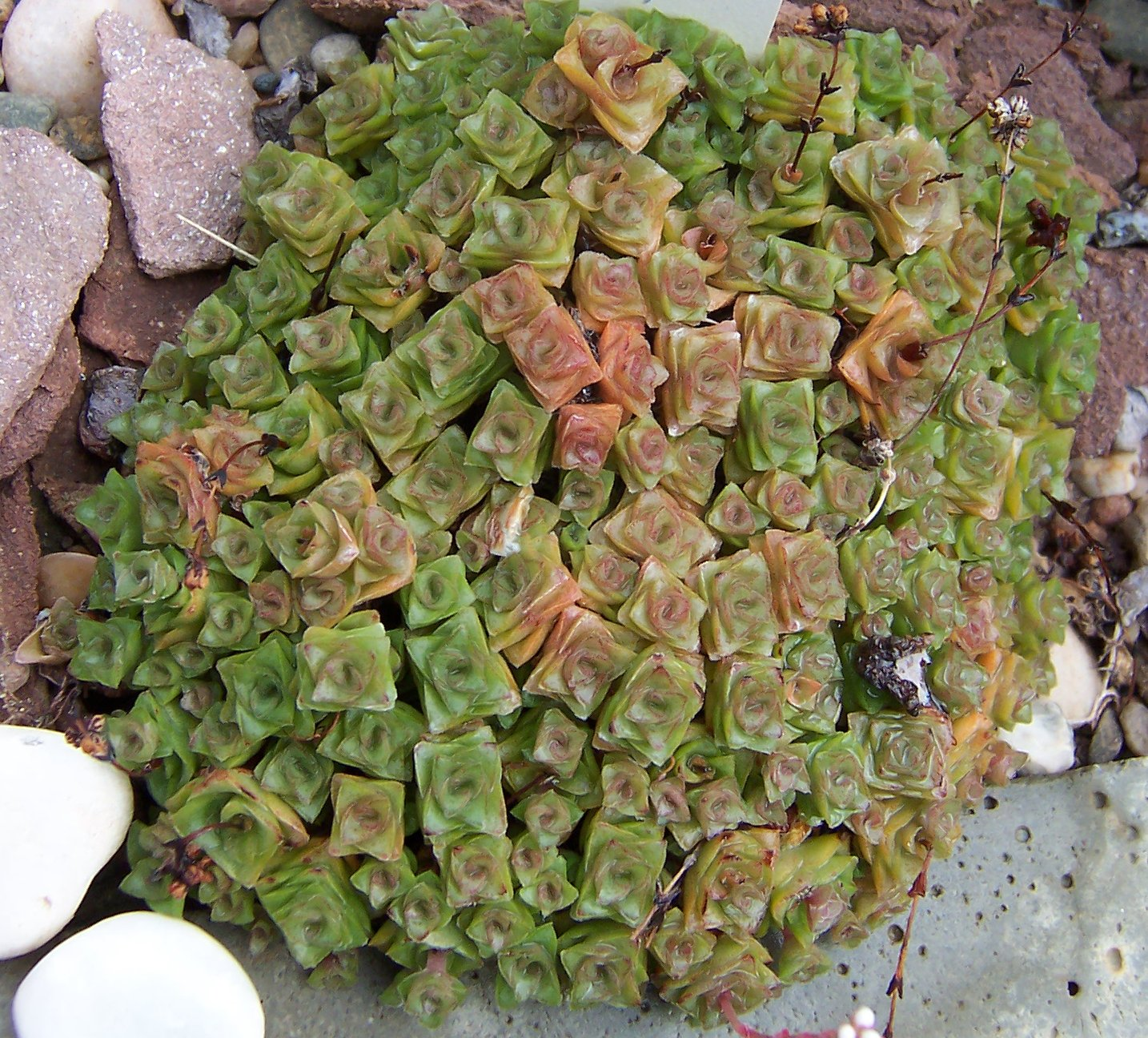
Crassula socialis
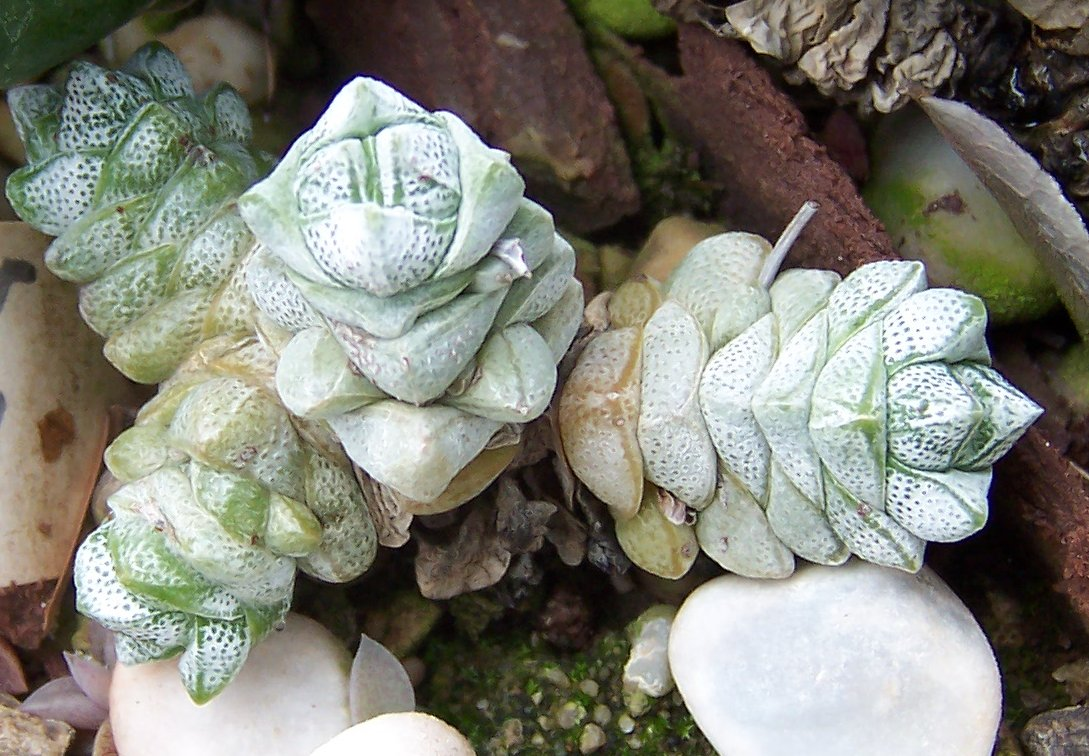
Crassula tecta
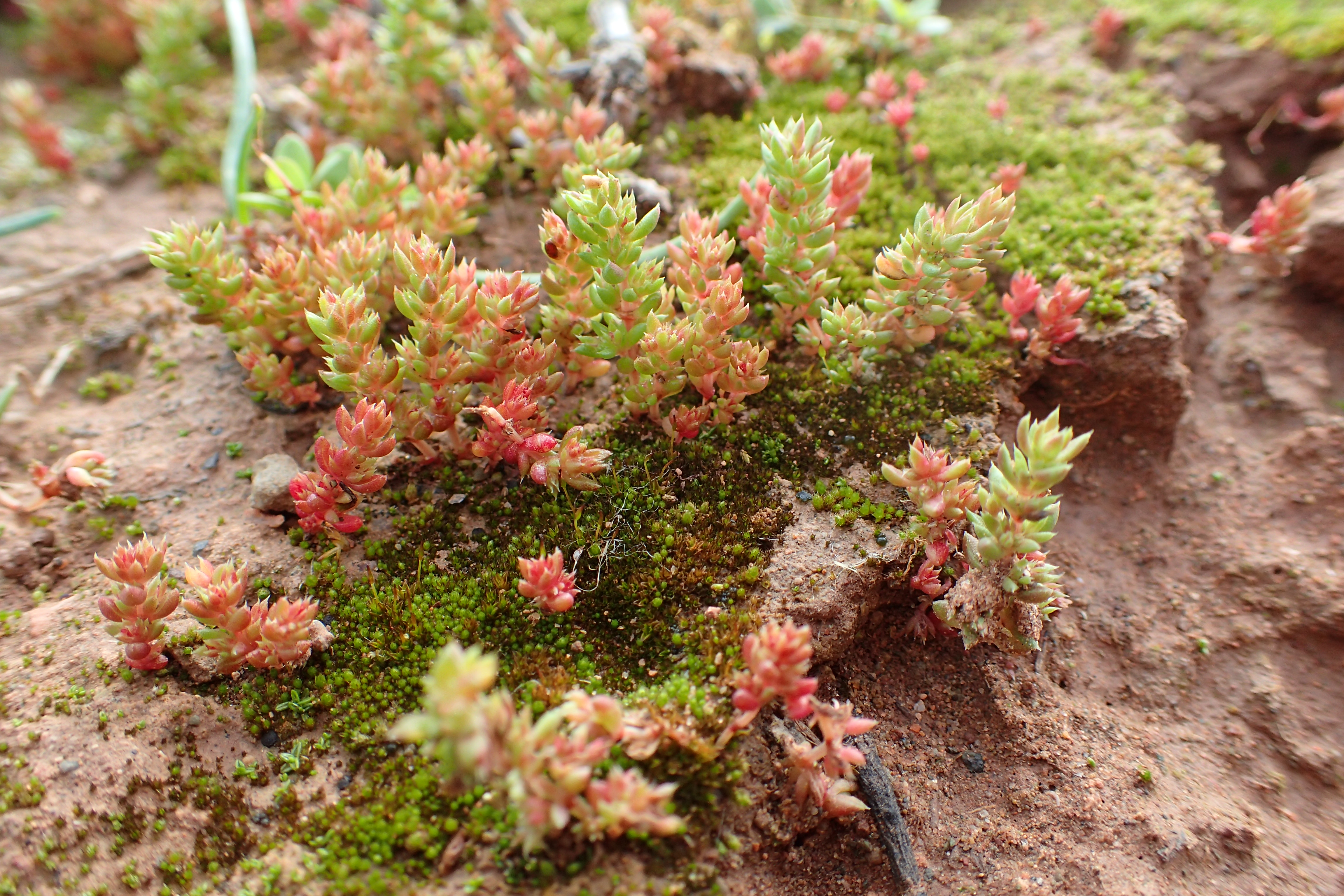
Crassula tillaea
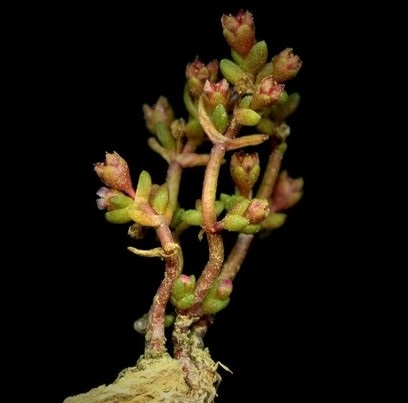
Crassula vaillantii